# Női 200 méteres pillangóúszás a 2013. évi nyári európai ifjúsági olimpiai fesztiválon
A 2013. évi nyári európai ifjúsági olimpiai fesztiválon az úszó versenyszámok közül a női 200 méteres pillangóúszás versenyeit július 16.-án rendezték Utrechtben.

## Rekordok
A versenyt megelőzően a következő rekordok voltak érvényben:
| EYOF rekord | Ellen Gandy (Nagy-Britannia) | 2:14.60 | Lignano Sabbiadoro, Olaszország | 2005 |

## Előfutamok
| H   | Név                      | Nemzet             | E       | Mj |
| --- | ------------------------ | ------------------ | ------- | -- |
| 1.  | Carmen Balbuena Heredia  | Spanyolország      | 2:18.19 | Q  |
| 2.  | Marina Luperi            | Olaszország        | 2:18.38 | Q  |
| 3.  | Laura Stephens           | Egyesült Királyság | 2:19.11 | Q  |
| 4.  | Slezák Vivien            | Magyarország       | 2:20.87 | Q  |
| 5.  | Gaja Kristan             | Szlovénia          | 2:21.02 | Q  |
| 6.  | Vanja Murtin             | Szerbia            | 2:22.77 | Q  |
| 7.  | Jana Zinnecker           | Németország        | 2:23.26 | Q  |
| 8.  | Emma Reid                | Írország           | 2:25.70 | Q  |
| 9.  | Bige Ekemen              | Törökország        | 2:26.90 | T1 |
| 10. | Nitzan Katz Lichtenstein | Izrael             | 2:27.98 | T2 |
| 11. | Dominika Adamiec         | Lengyelország      | 2:28.15 |    |
| 12. | Bena Sarapaite           | Litvánia           | 2:33.68 |    |
| 13. | Lucia Simovicova         | Szlovákia          | 2:43.94 |    |
| 14. | Mai Riin Salumaa         | Észtország         | 3:07.48 |    |

## Döntő
| H     | Név                     | Nemzet             | E       | Mj |
| ----- | ----------------------- | ------------------ | ------- | -- |
| Arany | Carmen Balbuena Heredia | Spanyolország      | 2:15.98 |    |
| Ezüst | Laura Stephens          | Egyesült Királyság | 2:17.24 |    |
| Bronz | Marina Luperi           | Olaszország        | 2:17.27 |    |
| 4.    | Slezák Vivien           | Magyarország       | 2:17.83 |    |
| 5.    | Vanja Murtin            | Szerbia            | 2:20.81 |    |
| 6.    | Gaja Kristan            | Szlovénia          | 2:21.08 |    |
| 7.    | Jana Zinnecker          | Németország        | 2:21.22 |    |
| 8.    | Emma Reid               | Írország           | 2:26.83 |    |